# Serpente (simbologia)

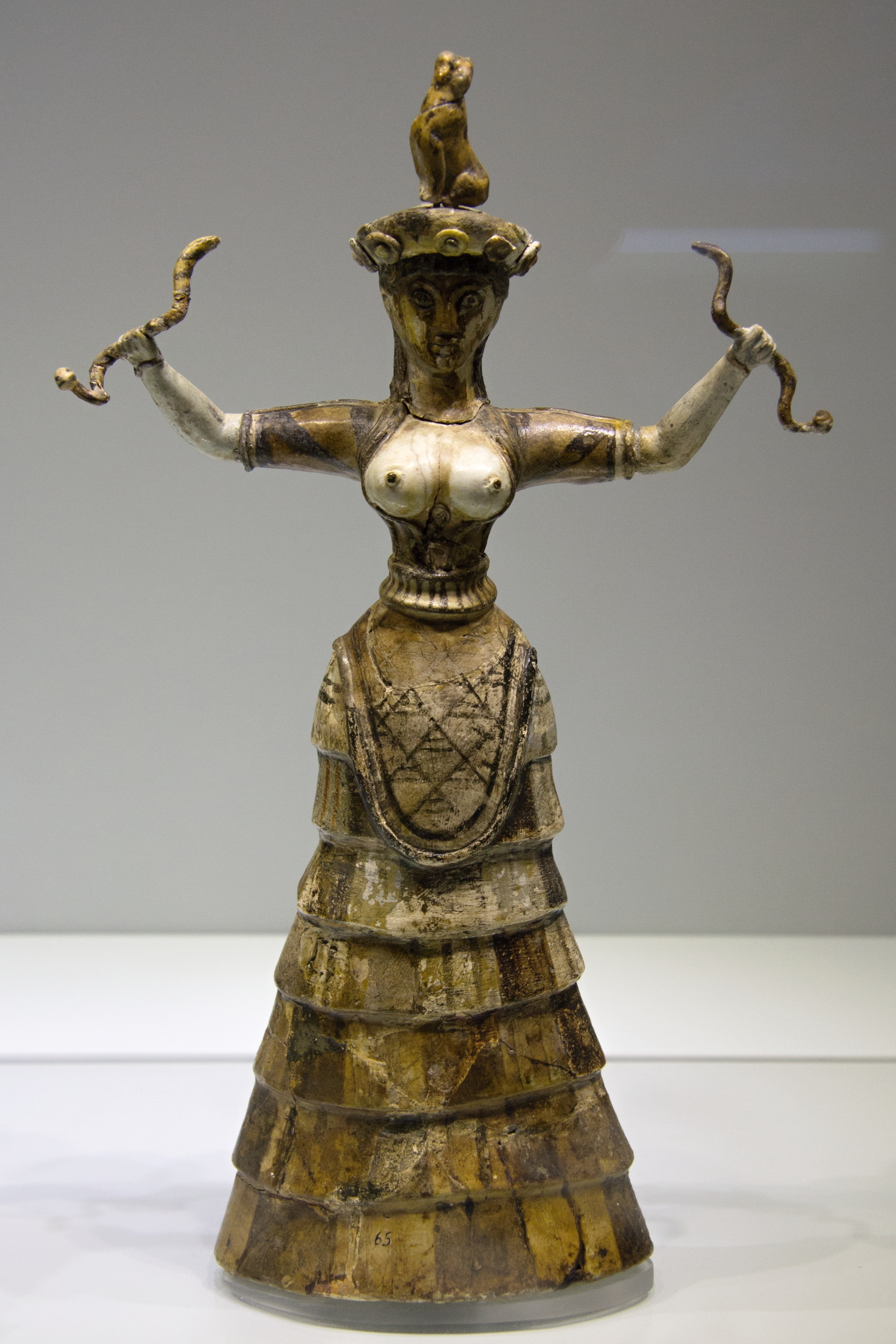
Estatueta minoica da "Deusa das Serpentes", 1600 a.C., Museu Arqueológico de Heraclião

Serpente é uma palavra de origem do latim (serpens, serpentis) que é normalmente substituída por "cobra" especificamente no contexto mítico, com a finalidade de distinguir tais criaturas do campo da biologia. As cobras foram associadas a alguns dos rituais mais antigos conhecidos pela humanidade e representam a dupla expressão do bem e do mal.
Em algumas culturas, as cobras eram símbolos de fertilidade. Por exemplo, o povo Hopi da América do Norte realizava a "dança anual da cobra" para celebrar a união dos deuses-serpentes Jovem Cobra (um espírito do Céu) e da Garota Cobra (um espírito do Submundo) e para renovar a fertilidade da natureza. Durante a dança, eram manipuladas cobras vivas e ao final da dança as cobras eram soltas no campo para garantir boas colheitas. "A dança da cobra é uma prece aos espíritos das nuvens, dos trovões e dos relâmpagos, para que a chuva caia sobre as plantações." Em outras culturas, cobras simbolizavam o cordão umbilical, que unia todos os humanos à Mãe Terra. A Deusa-mãe frequentemente tinha cobras como familiares – às vezes enroscando-se em seu bastão sagrado, como na Creta minoica – e elas eram adoradas como guardiãs de seus mistérios sagrados de nascimento e regeneração.

## Cristianismo

### Antigo Testamento

Serpente retratada em detalhe do afresco O Pecado Original e a Expulsão do Paraíso, de Michelangelo, 1510–1511, Capela Sistina

A "serpente falante" (nachash) no Jardim do Éden induziria conhecimento proibido, mas não é identificado com Satã no Livro do Génesis. Não há, contudo indicação no Génesis que a serpente era uma divindade em seu próprio direito, com exceção do fato que o Pentateuco não é de outra maneira abundante com "animais falantes". Embora tenha sido amaldiçoada por seu papel no Jardim, este não foi o fim da serpente, que continuou a ser venerada na religião popular de Judá e foi tolerada pela religião oficial até o tempo do rei Ezequias. Os editores do Livro dos Números (700 a.C.) forneceram aparentemente uma origem para um ídolo de bronze antigo da serpente que a justificasse associada a Moisés, com a seguinte narrativa:
| “ | «E o Senhor enviou serpentes agressivas sobre as pessoas, e elas morderam as pessoas; e muitos israelitas morreram. Então as pessoas vieram até Moisés, e disseram: nós somos pecadores, por termos ido contra as leis do Senhor, e contra ele, reze para o Senhor, peça para ele levar as serpentes embora. E Moisés rezou para o povo. E o Senhor disse a Moisés: faça você uma serpente zangada, e coloque-a sobre um bastão; e deixe-a passar, pois todos que foram mordidos, quando ela olhar o bastão, viverão. E Moisés fez uma serpente de metal, e colocou-a sobre um bastão, e deixou-a passar, e se a serpente tivesse mordido qualquer homem, quando ele olhasse a serpente de metal, ele viveria.» (Números 21:6) | ” |

Quando o jovem e reformado rei Ezequias veio ao trono de Judá no oitavo século:
| “ | «Ele removeu os mais altos palácios, e quebrou as imagens, e matou os seres rastejantes, e quebrou as serpentes de metal que Moisés havia feito; e naqueles dias as crianças de Israel acenderam incensos para ela; e ele chamou Nebushtan.» (II Reis 18:4) | ” |

O complemento "-an" ao final significa que o ídolo possui duas serpentes sobre um bastão, as familiares serpentes entrelaçadas dos discípulos que sobreviveram no caduceu de Hermes e os serviçais de Asclépio. A ideia de um ídolo serpente era abominável aos editores do "Dicionário Bíblico Ocidental", 1897: conforme o verbete "Nehushtan".

### Novo Testamento
A serpente é claramente associada ao Diabo no Novo Testamento. No Apocalipse de São João está escrito: «E vi descer do céu um anjo, que tinha a chave do abismo, e uma grande cadeia na sua mão. Ele prendeu o dragão, a antiga serpente, que é o Diabo e Satanás, e amarrou-o por mil anos.» (Apocalipse 20:1–2). Em Mateus 23:33, Jesus observa: "Serpentes, gerações de víboras, como podemos escapar da dominação de Geena?". Em geral a serpente é usada como um símbolo voltado para o demônio e para o mal no catolicismo, protestantismo e nas principais vertentes do cristianismo, bem como do judaísmo.

## Mitologia
A serpente é uma antiga divindade da sabedoria no Médio Oriente e na região do mar Egeu, sendo, intuitivamente, um símbolo telúrico. No Egito, Rá e Áton ("aquele que termina ou aperfeiçoa") eram o mesmo deus. Áton o "oposto a Rá," foi associado com os animais da terra, incluindo a serpente. Nehebkau ("aquele que se aproveita das almas") era o deus da serpente que guardava a entrada do mundo subterrâneo. Se nos afastarmos mais, tanto em termos geográficos como culturais - por exemplo, até às ilhas Fiji, encontramos Ratu-mai-mbula, um deus-serpente que governa o mundo subterrâneo (e faz a energia vital fluir).
No Museu do Louvre, existe um vaso verde esteatite esculpido para o rei Gudea de Lagash (data aproximada entre 2200 a.C. e 2025 a.C.), dedicado na inscrição a Ningizzida, "senhor da árvore da verdade" que carrega um relevo das serpentes gêmeas  em volta dos sacerdotes, exatamente como os caduceus de Hermes. Na mitologia Grega a serpente também aparece como símbolo da sabedoria, (símbolo da medicina) com Asclépio. Na distante extremidade ocidental do mundo da antiguidade, no jardim das Hespérides, uma outra serpente guardiã da árvore Ladão, protege a fruta dourada. Entretanto sob uma outra árvore do Iluminação, está o Buda sentado em posição de meditação. Quando uma tempestade se levantou, o poderoso da serpente levantou-se acima da caverna subterrânea e envolveu o Buda em sete espirais por sete dias, para não interromper o estado de meditação.
A grande Deusa mãe minoica, Potnia Theron pode manusear uma serpente em uma das mãos, talvez evocando o papel como a fonte da sabedoria, melhor que o papel como a senhora dos animais (Potnia theron), com um leopardo sob cada braço. Não por acaso mais tarde o infante Héracles, um herói limítrofe entre o velho e o mundo novo de Olympia, também manuseara duas serpentes que "o ameaçaram" no berço. Os gregos clássicos não perceberam que a ameaça era meramente a ameaça da sabedoria. Mas o gesto é o mesmo que aquele da divindade de Creta. A haste que Moisés carrega é uma serpente.  Quando a joga  para a terra, ao comando de Yahweh, ela toma a forma de serpente. Se a identidade não puder ainda estar desobstruída o bastante, quando Moisés segura a serpente, esta se transforma  em uma haste uma vez mais.
As serpentes são figuras proeminente em mitos gregos muito arcaicos:  o mito-elemento de Laocoonte, a antiga Hidra de Lerna, que lutou com Hércules, a serpente do mais velho oráculo de Delfos, entre outras. A imagem da serpente como a incorporação da sabedoria transmitida pela deusa Sophia é um emblema usado pelo gnosticismo, especialmente as seitas  mais ortodoxas caracterizadas como Ofídeas, ("Homens Serpente"). A serpente ctónica é um dos animais associados com o culto de Mitras. O Basilisco, o famoso "rei das serpentes" com o bote da morte, foi atacado por uma serpente, Pliny e outros pensaram, do ovo ao adulto. Tais fantasias povoaram o pensamento medieval.
Na Mitologia nórdica, Jormungand, a serpente de Midgard, abraça o mundo no abismo do oceano. Na mitologia de Daomé, na África ocidental, a serpente que suporta tudo em suas muitas espirais é nomeada Dã. Víxeno é posta a dormir no Iôga Nidra, flutuando nas águas cósmicas na serpente Shesha. Por a serpente tirar sua pele e sair do esconderijo da casca morta brilhante e fresca,  ela é um símbolo universal da renovação, e a regeneração que pode conduzir para imortalidade.
Na Epopeia de Gilgamesh (de origem suméria), Gilgamesh mergulha no fundo das águas para recuperar a planta da vida.  Mas quando decide descansar do seu trabalho, aparece uma serpente que come a planta. A serpente torna-se imortal, e Gilgamesh fica destinado a morrer. 
Na Mitologia iorubá, Oxumarê é do mesmo modo uma serpente mítica regenerada serpente da visão.  É também um símbolo da ressurreição na mitologia maia, abastecendo alguns contextos culturais além do Atlântico favorecidos na pseudoarqueologia Maya. Gukumatz, a serpente emplumada é mais familiar sob seu nome Azteca, Quetzalcoatl.
As Serpente do mar são criaturas gigantes cryptozoologia uma vez acreditou-se viverem na água, seriam monstros do mar tais como o Leviatã ou monstros do lago tais como o monstro do lago Ness.  Se forem referidas como " serpentes do mar", foram entendidos para ser as atuais serpentes que vivem nas águas Indo-Pacíficas (família Hydrophiidae).

## Serpente: símbolo
Embora seja usada como símbolo de regeneração e Imortalidade, a serpente, quando formando um anel com a cauda em sua boca, é também um claro símbolo da unidade em tudo e todos, a totalidade da existência. Veja: Anfisbena e Ouroboros.
Serpentes envolviam os seguidores de Hermes (o caduceu, "ilustração à esquerda") e de Asclepius, onde uma única serpente envolvia o cetro. No caduceu de Hermes, as serpentes não eram simetricamente gêmeas, elas pareciam adversárias. As asas sobre o cetro são identificadas como asas mensageiras; Hermes o Mercúrio para os romanos, que era o mestre da diplomacia e retórica, de invenções e descobertas, protetor dos comerciantes e dos aliados e na visão dos mitologistas, dos ladrões.
Na Antiguidade Clássica, com avanço no estudo da alquimia, Mercúrio foi reconhecido como o protetor destas artes e outras informações "ocultas" em geral, "Herméticas".
Assim a Química e a medicina associaram o bastão de Hermes com os discípulos do curador Asclepius, que era envolvido por uma serpente; o bastão de Mercúrio e o moderno símbolo médico, que podia simplesmente ser o bastão de Asclepius, tornou-se um bastão do comércio. O historiador de arte J. Friedlander, em O Bastão dourado da Medicina: A História do Símbolo Caduceu na Medicina(1992) coletou centenas de exemplares de caduceus e bastões de Asclepius e descobriu que as associações profissionais eram mais relacionadas aos  bastões de Asclepius , enquanto as organizações comerciais na área médica eram mais relacionadas ao cadeceu.
Uma similar conversão de bastão para serpente foi experimentada por Moisés e mais tarde seu irmão Aarão: E 0 Senhor lhe disse, O que você tem em suas mãos? E este respondeu, um bastão. E foi lhe dito para por o bastão no chão. O bastão estava no chão, e transformou-se em serpente; e Moisés cobriu-o antes. E o Senhor disse a Moisés, Ponha a mão sobre ela e pegue-a pela cauda. E ele pôs a mão sobre ela e a pegou pela cauda, e ela transformou-se em um bastão em sua mão.( Êxodo 4:2-4)

### Peslagos
Eurínome é o nome da mais importante deusa desta civilização que ocupava a Grécia antes das invasões dórica e jônica. Eurínome tinha um templo em Arcádia de difícil acesso que era aberto apenas uma vez por ano. Se peregrinos penetrassem no santuário, iriam encontrar a imagem da Deusa como uma mulher com um rabo de serpente, presa com correntes de ouro. Nesta forma, Eurínome do Mar era considerada a mãe de todos os prazeres

### Maias

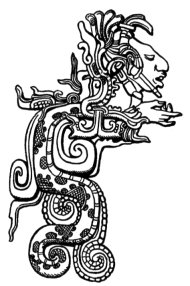
Uma Serpente Visão, na cidade de Yaxchilan

A Serpente Visão é uma importante criatura da mitologia pré-colombiana.
A serpente foi um símbolo social e religioso muito importante, venerada pelos maias. A mitologia maia descreve a serpente como um sendo um veículo pelo qual corpos celestiais, tal como o sol e as estrelas, atravessam os céus. O descamar da pele fez delas um símbolo de renascimento e renovação.
Elas eram tão veneradas que uma das divindades mesoamericanas, Quetzalcoatl, foi representada como uma serpente emplumada. O nome significa serpente preciosa.
A Serpente da Visão é considerada a mais importante de todas as serpentes maias. Durante os rituais sangrentos, os participantes, experienciavam visões nas quais comunicavam com ancestrais ou divindades. Estas visões tomavam a forma de uma serpente gigante "a qual servia como uma passagem para o reino do espírito". O ancestral ou divindade contatado era figurado como emergindo da boca da serpente. O culto da serpente consolidou-se como o método pelo qual ancestrais ou deuses se manifestavam aos maias. Assim, a Serpente Visão era um elo direto entre o reino espiritual e o mundo físico.
A Serpente Visão era onipresente na cultura maia, e prevalecia nos cultos de cerimônias sangrentas, nas práticas maias de religião, em objetos pessoais, na cerâmica e na arquitetura.

### Suméria
Na mitologia suméria a serpente Tiamat foi, até a ascensão do patriarcado, a mais importante divindade desta civilização, até que Marduque, ao matá-la e dividir seu corpo, conquista o posto mais alto no panteão sumério.

### Grécia
Igualmente, na mitologia grega a serpente Píton é morta por Apolo e o oráculo que até levava o seu nome, passa a se chamar Delfos. Neste contexto de consolidação do patriarcado, a serpente foi morta a flechadas por Apolo e seu corpo foi dividido.